# Rudi na křtinách
Rudi na křtinách byl český němý film vyrobený společností Kinofa v roce 1911. Postavu pražského šviháka Rudiho vymysleli společně herec a kabaretiér Emil Artur Longen a filmař Antonín Pech, kteří během jediného roku vytvořili sérii čtyř groteskních komedií. Kromě Rudiho na křtinách to byly ještě Rudi na záletech, Rudi se žení a Rudi sportsman. Film Rudi na křtinách se natáčel na zahradě kabaretu U Lhotků, kde Pech s Longenem rozestavěli kulisy, exteriéry na jedné z pražských ulic.

## Obsazení
| Emil Artur Longen         | Rudi           |
| Rudolf Sůva               | drožkář        |
| Josef Waltner             | role neuvedena |
| členové kabaretu U Lhotků |                |